# Institute for Scientific Information
O Institute for Scientific Information (ISI) foi um serviço de publicação acadêmica, fundada por Eugene Garfield na Filadélfia em 1960. O ISI ofereceu serviços de banco de dados cientométricos e bibliográficos. Sua especialidade era análise e indexação de citações, um campo pioneiro em Garfield.

## Serviços
O ISI manteve bancos de dados de citações cobrindo milhares de revistas acadêmicas, incluindo a continuação de seu serviço de indexação de longa data, o Science Citation Index (SCI), bem como o Social Sciences Citation Index (SSCI) e o Arts and Humanities Citation Index (AHCI). Tudo isso estava disponível no serviço de banco de dados Web of Knowledge da ISI. Esse banco de dados permite que um pesquisador identifique quais artigos foram citados com mais frequência e quem os citou. O banco de dados fornece uma medida do impacto acadêmico dos trabalhos nele indexados e pode aumentar seu impacto, tornando-os mais visíveis e fornecendo a eles um rótulo de qualidade. Alguma evidência anedótica sugere que a exibição nesse banco de dados pode dobrar o número de citações recebidas por um determinado artigo.
O ISI também publicou o Journal Citation Reports anual, que lista um fator de impacto para cada um dos periódicos que ele rastreou. Dentro da comunidade científica, os fatores de impacto das revistas continuam a desempenhar um papel amplo, porém controverso, na determinação dos elogios atribuídos ao registro de pesquisa publicado por um cientista.
Uma lista de mais de 14 000 periódicos foi mantida pelo ISI. A lista incluía cerca de 1 100 revistas de artes e humanidades, além de revistas científicas. As listas foram baseadas em critérios de seleção publicados e são um indicador da qualidade e do impacto do periódico.
O ISI publicou o Science Watch, um boletim informativo que a cada dois meses identificava um artigo publicado nos dois anos anteriores como um "artigo de rápida quebra" em cada um dos 22 campos amplos da ciência, como Matemática (incluindo Estatística), Engenharia, Biologia, Química, e Física. As designações foram baseadas no número de citações e no maior aumento de uma atualização bimestral para a seguinte. Os artigos sobre os trabalhos geralmente incluíam comentários dos autores.
O ISI também publicou uma lista de "Pesquisadores Altamente Citados do ISI", um dos fatores incluídos no Ranking Acadêmico das Universidades do Mundo, publicado pela Universidade Shanghai Jiao Tong. Isso continua no Clarivate.

## História
O ISI foi adquirido pela Thomson Scientific & Healthcare em 1992, e ficou conhecido como Thomson ISI. Ele fazia parte do negócio de Propriedade Intelectual e Ciência da Thomson Reuters até 2016, quando o negócio de IP e Ciência foi vendido, tornando-se o Clarivate Analytics. Em fevereiro de 2018, a Clarivate anunciou que restabelecerá o ISI como parte de seu grupo de Pesquisa Científica e Acadêmica. Existe como um grupo no Clarivate a partir de novembro de 2018.

## ISI Highly Cited
"ISI Highly Cited" é um banco de dados de "pesquisadores altamente citados" - pesquisadores científicos cujas publicações são mais frequentemente citadas em periódicos acadêmicos da última década, publicados pelo Institute for Scientific Information. A inclusão nesta lista é tomada como uma medida da estima desses acadêmicos e é usada, por exemplo, pelo Ranking Acadêmico das Universidades Mundiais. Foi fundada sob o ISI e, a partir de 2018, continua com o mesmo nome na Clarivate.
A metodologia para a inclusão é considerar artigos no primeiro percentil superior, com base na contagem de citações de todos os artigos indexados no Scientific Citation Databases e publicados em um único ano fixo. Os artigos no primeiro percentil superior em relação ao ano de publicação são chamados artigos altamente citados. Cada artigo nos dados é atribuído a uma ou mais das 21 categorias, com base na classificação ISI da revista em que o artigo foi publicado. A lista de Pesquisadores Altamente Citados é compilada selecionando-se, em todos os campos, os pesquisadores com o maior número de artigos altamente citados em um período de 10 anos consecutivos. O número de pesquisadores altamente citados varia de campo para campo e é determinado de acordo com o número total de pesquisadores que contribuem para o campo único. As categorias são:
- Ciências Agrárias
- Biologia & Bioquímica
- Química
- Medicina Clínica
- Ciência da Computação
- Ecologia/Meio Ambiente
- Economia/Negócios
- Engenharia
- Geociências
- Imunologia
- Ciência de Materiais
- Matemática
- Microbiologia
- Biologia Molecular & Genética
- Neurociência
- Farmacologia
- Física
- Ciência das Plantas & Animais
- Psicologia/Psiquiatria
- Ciências Sociais - Geral
- Ciências Espaciais

A lista de publicação e os detalhes biográficos fornecidos pelos pesquisadores estão disponíveis gratuitamente on-line, embora o acesso geral ao banco de dados de citações do ISI seja feito por assinatura.